# Stanisław Dragan

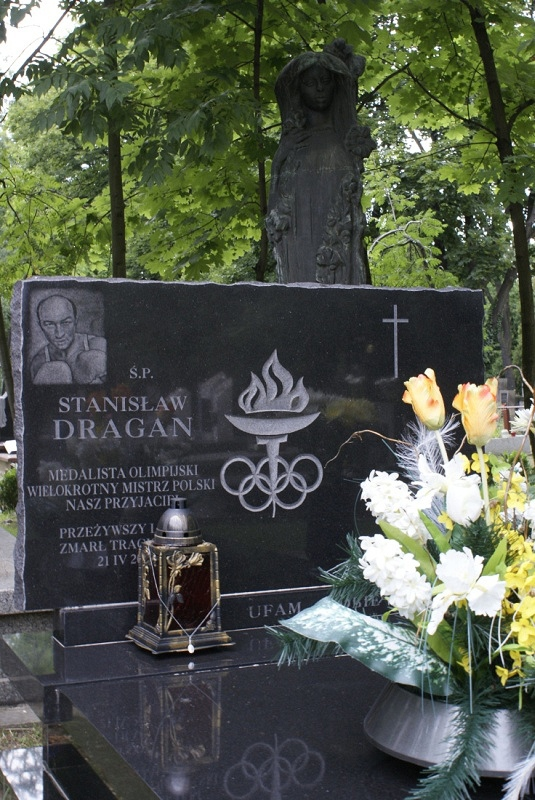
Stanisław Dragan

Stanisław Dragan (* 21. November 1941 in Sadkowa Góra, Woiwodschaft Karpatenvorland; † 21. April 2007 in Kasinka Mała, Woiwodschaft Kleinpolen) war ein polnischer Boxer im Halbschwergewicht. Er gewann 1968 eine olympische Bronzemedaille.
Er wurde 1966, 1967, 1968, 1970, 1971 und 1972 Polnischer Meister. Bei den Europameisterschaften 1965 in Berlin, unterlag er im Viertelfinale gegen Peter Gerber knapp mit 2:3 Richterstimmen. 1966 gewann er bei einem Länderkampf durch K. o. gegen Hans-Joachim Brauske.
Bei den Europameisterschaften 1967 in Rom, schied er im Achtelfinale gegen Ion Monea aus Rumänien aus. Zudem startete er bei den Olympischen Sommerspielen 1968 in Mexiko-Stadt, wo er Jorge Clemente aus Puerto Rico und Walter Facchinetti aus Italien besiegte, ehe er im Halbfinale erneut gegen Ion Monea verlor und somit Platz 3 erreichte.